# Johann Bartholomäus von Weyer
Johann Bartholomäus (Barthold) von Weyer (* um 1635/40 in Jülich; † 1708 in Düsseldorf) war ein römisch-katholischer Geistlicher. Er war einer der beiden Stifter der Pfarrgemeinde Heilige Dreifaltigkeit in Derendorf.

## Leben
Johann Bartholomäus von Weyer war ein Sohn von Wilhelm von Weier d. J. (* um 1600/10; † 1653) und ein Urenkel von Galenus Weyer. Wilhelm von Weier konvertierte wie sein Landesherr Wolfgang Wilhelm von Pfalz-Neuburg, Herzog von Jülich-Berg, zum Katholizismus und wurde um 1645/46 als Nachfolger seines gleichnamigen Vaters bis zu seinem Tod 1653 fürstlich pfalz-neuburgischer Schultheiß in Jülich. Die Familie besaß ein von Galenus Weyer 1595 erworbenes Haus in der Düsseldorfer Flinger Straße. Bartholomäus’ Mutter war Elisabeth Heistermann († 1658), Tochter des fürstlich-neuburgischen Rates Lizentiat Theodor (Dietrich) Heistermann († 1627), Protonotar des jülichschen Hofgerichts in Düsseldorf, und der Helena Clunsch (Kleunsch) († nach 1632).
„Joh. Barthold de Weyer Juliac.“ immatrikulierte sich 1655 an der Alten Universität Köln. 1658 wurde er Kanoniker der Pfarr- und Kollegiatkirche Beatae Mariae Virginis assumtae (St. Lambertus mit dem Titel St. Mariä Himmelfahrt) in Düsseldorf. Das Ernennungspatent der brandenburgisch-klevischen Regierung für sein Düsseldorfer Kanonikat kaufte er für 600 Reichstaler von der Reformierten Gemeinde in Düsseldorf, die erfolgreich Anspruch auf die Pfründe des Lorenz Bischof († 1658) erhoben hatte. Nach einem Schriftwechsel zwischen Kurfürst Friedrich Wilhelm von Brandenburg, dem Kölner Erzbischof Maximilian Heinrich von Bayern, Pfalzgraf Philipp Wilhelm, Herzog von Jülich-Berg, dem Vatikan und der Regierung in Kleve überließ Johann Barthold von Weyer 1662 als Teil der Zahlung dem in Kleve für die Reformierte Kirche in Kleve-Mark und Jülich-Berg gestifteten Aerarium ecclesiasticum eine Rentenverschreibung Herzogs Wilhelms V. von Jülich-Kleve-Berg von 1566 für ein Darlehen seines Ururgroßvaters Johann Weyer über 400 Taler.
1665 schenkte Johann Bartholt von Weyer dem Konvent der Cölestinerinnen in Düsseldorf (am Platz des heutigen Palais Spinrath), in dem seine Schwester Maria Viktoria Weyer lebte, den „Halbscheid“ (eine Hälfte) des Plönneshofes in Osterath (heutiger Straßenname Am Plöneshof), den seine Großeltern „Dietherich Heystermans“ und Helena Clunsch 1593 gekauft hatten, behielt sich aber die Leibzucht (ein Wohnrecht) daran vor und erhielt eine Zahlung von 300 Reichstalern. Der Übertragung einer „Gewalt“ Holz (Holzungsberechtigung) im Bilker Gemarkenbusch aus dem Erbe ihres Großvaters Theodor Heistermann an das Düsseldorfer Jesuiten-Kollegium durch seinen Bruder Magister Franciscus Weyer stimmte Johann Barthold „Weijer“ 1669 zu.
1675/76 war Johann Barthold von Weyer, Kanoniker der Kollegiatkirche zu Düsseldorf, als „Konsorte“ von Michael von Schaesberg zu Streithagen und Ferdinand Albrecht Weisweiler genannt Scheiffart (Scheffert) zu Alken in einen Prozess gegen den Jülicher Schultheiss Lic. Peter Codonaeus († 1679), Gerichtsschreiber Johann Wilhelm Düssel und Lic. Johann von Inden um das adlige Gut Nierstein in Koslar verwickelt. Er hatte als Sicherheit für ein Darlehen an seine Konsorten einen Anspruch gegen die Witwe des Adam von Grein zu Nierstein auf Immission in das Haus abgetreten. Der Anspruch ging auf eine Pfandverschreibung an Wilhelm Weyer zurück.
„Joannes Bartholdus a Weier“ stiftete 1675 das Ölbild Befreiung eines Mädchen von einem Dämon zu einem Zyklus von 10 Bildern aus dem Leben des Hl. Apollinaris für die Stiftskirche. 1677 wurde Weyer Scholaster und Thesaurar am Kollegiatstift St. Lambertus, trat jedoch (nach 1703) von dem Amt als Thesaurar wieder zurück. 1691 stifteten die Kanoniker Johann Barthold von Weyer und Heinrich Arnold Sommers die Pfarrei Heilige Dreifaltigkeit in Derendorf.
Johann Barthold von Weyer verkaufte 1703 den nach seinem Urgroßvater, dem Arzt Galenus Weyer, benannten Weyerhof („Doktorhof“) zu Oberlörick im Amt Linn für 2500 Taler an den Düsseldorfer Kreuzbrüder-Konvent und setzte seinen „Neffen“ (Vetter) Liz. Cornelius von Groin (1642–1723) in Kleve, Sohn von Bartholomäus’ Tante Gertrud Weyer (* vor 1625; † nach 1677) und Eberhard van Groin (* um 1610; † 1657/77), testamentarisch zum Erben ein. Dies führte bei einer Testaments-Anfechtung durch das Düsseldorfer Cölestinerinnen-Kloster zu prozessualen Problemen um den Gerichtsstand, weil Cornelius van Groin nicht wie der Erblasser der katholischen Konfession angehörte, sondern evangelisch war.

## Familie
Johann Bartholomäus von Weyers Geschwister – weitere in Jülich geborene Kinder von Wilhelm von Weyer und Elisabeth Heistermann – waren:
1. (vermutlich) Andreas Johannes Weyer (* 1635/40; † 1654/64), 1654 als „Andr. Joh. Weyer Juliac.“ immatrikuliert in Köln,
2. Johann Rutger Weyer (* 1635/40; † um 1661), 1655 als „Joh. Rutg. de Weier Juliac.“ immatrikuliert in Köln, der Ordensgeneral Goswin Nickel SJ – geboren in Koslar bei Jülich – verfasste 1660 im „Collegio iuridico Coloniae“ für ihn einen Stammbucheintrag,[28] 1664 als verstorbener[29] Bruder erwähnt,
3. (vermutlich) Johann Heinrich Weyer (* um 1640; † 1658/64), 1658 als „Joh. Henr. Weyer Juliac.“ immatrikuliert in Köln,
4. Franciscus Weyer SJ (* um 1640; † zwischen 1691 und 1708), 1659 als „Franc. Weyer Juliac.“ immatrikuliert in Köln,[30] Magister, 1669 in Düsseldorf,[17] Priesterweihe 1670 im Bistum Münster,[31] 1688–1691 Superior der Jesuiten-Niederlassung in Jülich.[32] P. Franz Weyer hinterließ dem Jesuitenkolleg in Emmerich am Rhein (Embrich) seinen Erbteil an einer „lösbaren Renten-Verschreibung“ über 1000 Goldgulden, die auf eine brandenburgische bzw. (ab 1701) königlich preußische Domäne im Herzogtum Kleve ausgestellt war, vermachte aber seinem Bruder Bartholomäus in Düsseldorf den Nießbrauch daran. Ein nach dem Tod der Brüder vom Jesuitenkolleg erwirktes Sicherungs-Mandat (mandatum manutenentiae)[33] der Regierung in Kleve wurde auf Antrag des Neffen Cornelius von Groin kassiert,[27]
5. Robert Weyer OFMCap, SOCist († 1730), um 1661 Eintritt in den Kapuzinerorden, Mönch im Kloster Heisterbach,[34]
6. Maria Viktoria Weyer OMO († nach 1668), einzige Schwester, Nonne in Düsseldorf.

Nicht näher verwandt mit den Geschwistern war Gottfried Weyer SJ (1610–1682), geboren in Paffrath, 1626 immatrikuliert in Köln, 1628 Eintritt in den Jesuitenorden, Studienpräfekt in Koblenz, Leiter der Kongregation in Bonn, 1673–1676 Rektor der Jesuitenschule in Düsseldorf, Feldpater in Augsburg und Lüttich, gestorben in Aachen.

## Wappen

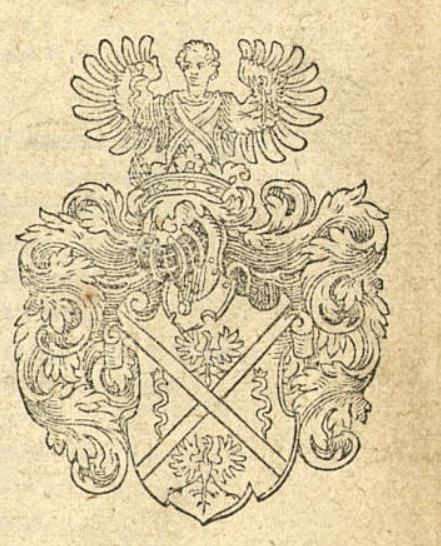
Wappen der Familie Weyer, 1593

Bartholomäus von Weyer führte das weyersche Familienwappen.
Blasonierung: Durch ein Schrägkreuz gevierter blauer Schild, begleitet oben und unten von zwei heraldisch nach rechts schauenden silbernen Adlern (bzw. redend: „Weihen“) und in den Seitenfeldern von zwei steigenden, sich zugewendeten silbernen gekrönten Aalen oder eher Schlangen (Äskulapnattern als Arztsymbol?).